# Ephesia yezonis
Ephesia yezonis är en fjärilsart som beskrevs av Embrik Strand 1914. Ephesia yezonis ingår i släktet Ephesia och familjen nattflyn. Inga underarter finns listade i Catalogue of Life.